# Jean Piccard

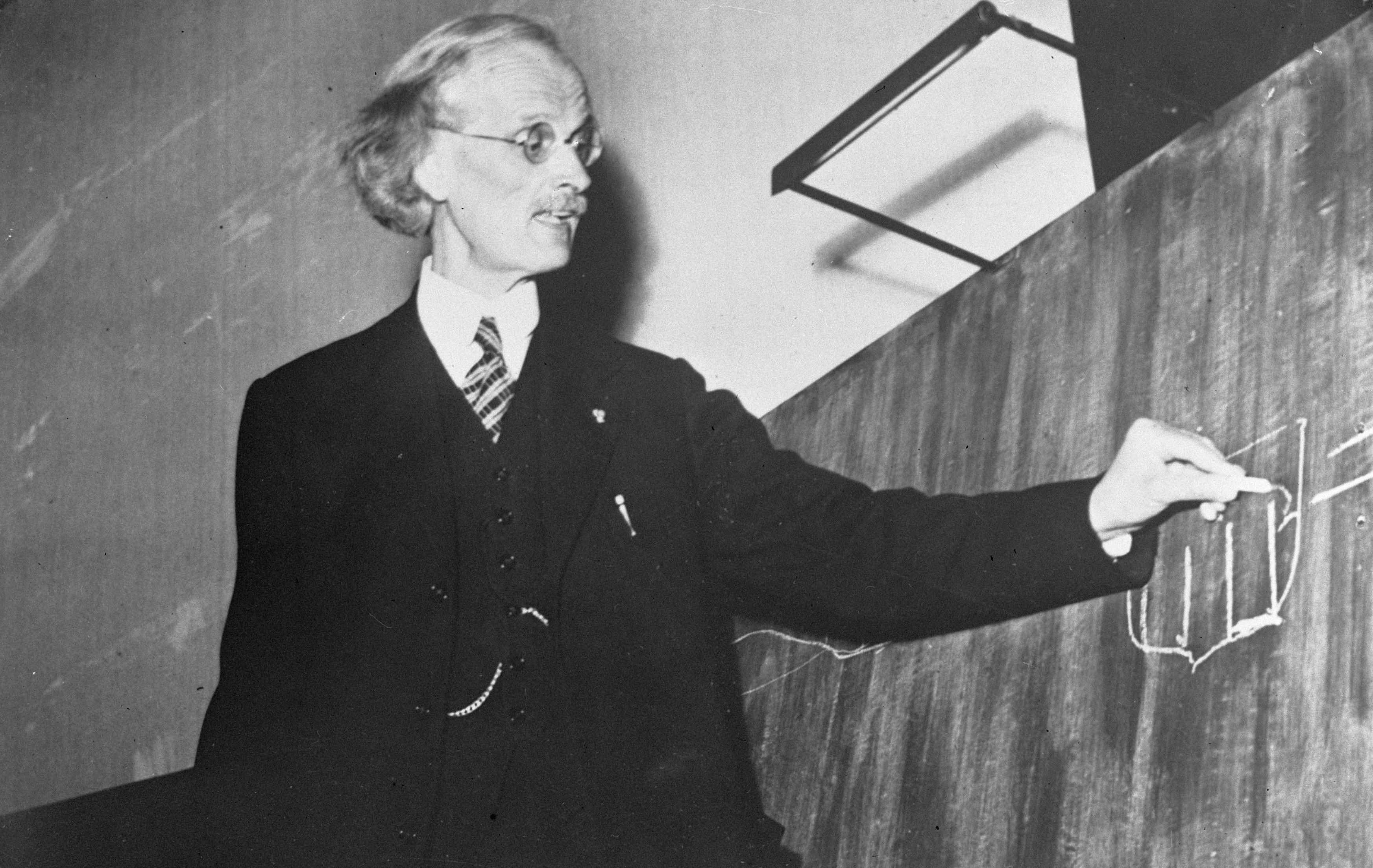
Jean Piccard (1946)

Jean Felix Piccard (* 28. Januar 1884 in Basel; † 28. Januar 1963 in Minneapolis), meist nur Jean genannt, war ein Schweizer Chemiker. Er war der Zwillingsbruder von Auguste Piccard und nahm 1931 die US-amerikanische Staatsbürgerschaft an.

## Leben
Der in Basel geborene Piccard besuchte das untere Gymnasium und die obere Realschule in Basel. Im Herbst 1902 erwarb er das Reifezeugnis. Zwischen 1902 und 1903 studierte er Mathematik und Naturwissenschaften an der Universität Basel. Im Herbst 1903 begann er an der chemischen Schule des eidgenössischen Polytechnikum in Zürich (ETH Zürich). Das Vordiplom inklusive Mathematik bestand er 1905 und technischer Chemiker wurde er im März 1907. Für die nächsten vier Semester arbeitete er für Richard Willstätter. 1909 war Piccard eine der ersten sechs Personen, die an der ETH Zürich promovierten. Um 1913 arbeitete er an der Königlichen Akademie der Wissenschaften zu München.

Jean Piccard (im Trapez links) mit seinem Bruder Auguste (rechts) als HD-Soldaten der Schweizer Ballontruppe, 1914–1918

Piccard entwickelte 1933 den Ballon «Century of Progress» und später sehr dünne Ballonhüllen aus Polyethylen. Ebenso verbesserte er Flüssiggassysteme zur Sauerstoffversorgung in grossen Höhen. Auch war er massgeblich an der Entwicklung von unbemannten Ballons für die Höhenforschung beteiligt.
«Century of Progress» brach im November 1933 mit 18'665 Metern (61'237 Fuss) den Höhenrekord in die Stratosphäre, der Piccards Zwillingsbruder Auguste Piccard am 18. August 1932 (16'201 Meter) gelang. Am 23. Oktober 1934 war Jean Piccard «wissenschaftlicher Direktor» einer Ballonfahrt auf 17'550 Meter (57'579 Fuss). Pilotiert wurde der Ballon von seiner Frau Jeannette Piccard, die im Juli 1934 die erste Lizenz für eine Ballonpilotin in den Vereinigten Staaten erhielt. Sie war bis zum Flug der Kosmonautin Walentina Wladimirowna Tereschkowa die einzige Frau in der Stratosphäre.
Piccard lehrte unter anderem an der Universität Lausanne und der University of Minnesota.
Aus der Ehe mit Jeannette Piccard, geborene Ridlon, gingen drei Söhne hervor. Der 1926 geborene Don Piccard war nach 1960 für die Wiederbelebung des Heissluftballonfahrens verantwortlich.
Zu Ehren Jean Felix Piccards benannte Gene Roddenberry seinen Hauptcharakter Captain Jean-Luc Picard in Raumschiff Enterprise: Das nächste Jahrhundert, der ein direkter Nachfahre von Piccard sein soll, nach diesem.

## Schriften
- Ueber Konstitution und Farbe der Chinonimine Dissertation ETH Zürich 1909. doi:10.3929/ethz-a-000098865
- Mitteilungen und Artikel. In: Deutsche Chemische Gesellschaft (Hrsg.): Berichte der Deutschen Chemischen Gesellschaft. Ferd. Dümmler's Verlagsbuchhandlung, ISSN 0365-9496, OCLC 643483939, ZDB-ID 010088253.
  - Mit Richard Willstätter: Über die Farbsalze von Wurster. Band 41, Nr. 4, 13. April 1908, S. 1458–1475, doi:10.1002/cber.190804101267.
  - Mit Richard Willstätter: Über meri-Chinon-imine II. Band 41, Nr. 8, 14. August 1908, S. 3245–3252, doi:10.1002/cber.190804102276.
  - Mit Richard Willstätter: Über meri-Chinon-imine. III. (XVIII. Mitteilung) über Chinoide.). Band 42, Nr. 4, 26. April 1909, S. 1902–1907, doi:10.1002/cber.19090420266.
  - Über die auxochrome Wirkung der Amidogruppe und der Amidophenylgruppe. Band 42, Nr. 11, 2. Oktober 1909, S. 4332–4341, doi:10.1002/cber.19090420421.
  - Über eine Reaktion auf mehrwertige Säuren und über eine neue Reaktion auf Titan. Band 42, Nr. 11, 2. Oktober 1909, S. 4341–4345, doi:10.1002/cber.19090420422.
  - Über holo- und meri-chinoide Salze des Benzidins. Entgegnung an Hrn. Madelung. Band 44, Nr. 1, 1911, S. 959–960, doi:10.1002/cber.191104401139.
  - Über Farben zweiter Ordnung und über holo- und meri-chinoide Salze. Band 46, Nr. 2, 23. Mai 1913, S. 1843–1860, doi:10.1002/cber.19130460293.
  - Über holo- und meri-chinoide Salze des Benzidins. Erwiderung auf die Entgegnung des Hrn. Madelung. Band 46, Nr. 2, 1913, S. 1860–1862, doi:10.1002/cber.19130460294.
  - Über Autoxydation von Chromo-Salzen. Band 46, Nr. 2, 3. Juli 1913, S. 2477–2486, doi:10.1002/cber.191304602182.
  - Mit J. H. Dardel: Eine Anwendung des colorimetrischen Verdünnungsgesetzes. Band 56, Nr. 10, 7. November 1923, S. 2253–2254, doi:10.1002/cber.19230561009.
  - Radikale und meri-chinoide Verbindungen. Band 59, Nr. 7, 7. Juli 1926, S. 1438–1444, doi:10.1002/cber.19260590718.
  - Über Farben zweiter Ordnung. (Zugleich Antwort an Hrn. Havas.). Band 59, Nr. 8, 15. September 1926, S. 1653–1655, doi:10.1002/cber.19260590802.
- Mitteilungen. In: Justus Liebigs Annalen der Chemie. Winter, ISSN 0075-4617, OCLC 231012337, ZDB-ID 011298251.
  - Das colorimetrische Verdünnungsgesetz und seine Anwendung auf Triphenylmethyl. Band 381, Nr. 3, 7. April 1911, S. 347–351, doi:10.1002/jlac.19113810305.
  - Die einfachsten chinoiden Farbstoffe. Band 381, Nr. 3, 1911, S. 351–366, doi:10.1002/jlac.19113810306.
  - Mit Adolf von Baeyer: Untersuchungen über das Dimethylpyron. Band 384, Nr. 2, 30. Juli 1911, S. 208–224, doi:10.1002/jlac.19113840205.
  - Mit Adolf von Baeyer: Untersuchungen über das Dimethylpyron. Band 407, Nr. 3, 13. November 1914, S. 332–369, doi:10.1002/jlac.19154070305.